# 第3裝甲師 (德國國防軍)
第3裝甲師（德語：3. Panzer-Division）是納粹德國「國防軍」的一個裝甲師，曾參與過第二次世界大戰 的諸多重要戰役，包括波蘭戰役、「威瑟演習作戰」、「巴巴羅薩行動」、「藍色方案」、庫斯克會戰、「下聶伯河攻勢」、「巴格拉基昂行動」等。

## 歷任師長
以下是該師歷任的師長：
- 欧内斯特·费斯曼少将（1935年10月15日–1937年9月30日）
- 利奥·盖尔·冯·施韦彭堡中将（1937年10月1日–1939年10月7日）
- 霍斯特·斯图普夫中将（1939年10月7日–1940年9月）
- 弗里德里希·库恩中将（1940年9月–1940年10月4日）
- 霍斯特·斯图普夫中将（1940年10月4日–1940年11月13日）
- 瓦尔特·莫德尔中将（1940年11月13日–1941年10月1日）
- 赫尔曼·布雷斯中将（1941年10月1日–1942年10月1日）
- 弗朗茨·韦斯特霍文中将（1942年10月1日–1943年10月25日）
- 弗里茨·拜尔莱因中将（1943年10月25日–1944年1月5日）
- 鲁道夫·朗上校（1944年1月5日–1944年5月25日）
- 威廉·菲利普斯中将（1944年5月25日–1945年1月1日）
- 威廉·苏斯少将（1945年1月1日–1945年4月19日）
- 沃尔克马尔·舍恩上校（1945年4月19日–1945年5月8日）